# Цветови анализ
Цветоанализата е наука, която изследва цветовете.
Цветовият анализ определя кои са най-подходящите цветове и цветови комбинации за облеклото, грима и аксесоарите, съобразявайки се с цвета на кожата, косата и очите на отделния индивид.
Цветовият анализ разделя хората на 4 основни типа, които съвпадат с имената на четирите сезона — пролет, лято, есен и зима. Цветовете, подходящи за отделните типове се характеризират по следния начин:
- Зима — студени, наситени и контрастни цветове;
- Лято — приглушени, студени, пастелни и нежни цветове;
- Есен — наситени, пастелни и топли цветове със златист оттенък;
- Пролет — светли, топли, искрящи и ярки цветове.

Системата на цветовия анализ произхожда от теорията на цветовете на швейцареца Йоханес Итън.